# Шенау ан дер Бренд
Шенау ан дер Бренд (њем. Schönau an der Brend) општина је у њемачкој савезној држави Баварска. Једно је од 37 општинских средишта округа Рен-Грабфелд. Према процјени из 2010. у општини је живјело 1.349 становника. Посједује регионалну шифру (AGS) 9673163.

## Географски и демографски подаци
Шенау ан дер Бренд се налази у савезној држави Баварска у округу Рен-Грабфелд. Општина се налази на надморској висини од 320 метара. Површина општине износи 15,6 km². У самом мјесту је, према процјени из 2010. године, живјело 1.349 становника. Просјечна густина становништва износи 87 становника/km².